# La Poste
La Poste és una empresa francesa, encarregada de gestionar el sistema postal de França. Té la seva seu a París.
El 1999 va ser oficialment declarada primer servei de correus de França.
Des de l'1 de març de 2010, és una societat anònima de capital públic.